# William Jowitt, 1:e earl Jowitt
William Allen Jowitt, 1:e earl Jowitt, född 15 april 1885, död 16 augusti 1957, var en brittisk jurist och politiker.
Jowitt blev kronjurist 1922, var medlem av parlamentet för liberalerna 1922-24 och socialdemokraterna 1929-31. Han var attorney general och medlem av kabinettet 1929-32.